# Hannah Longshore

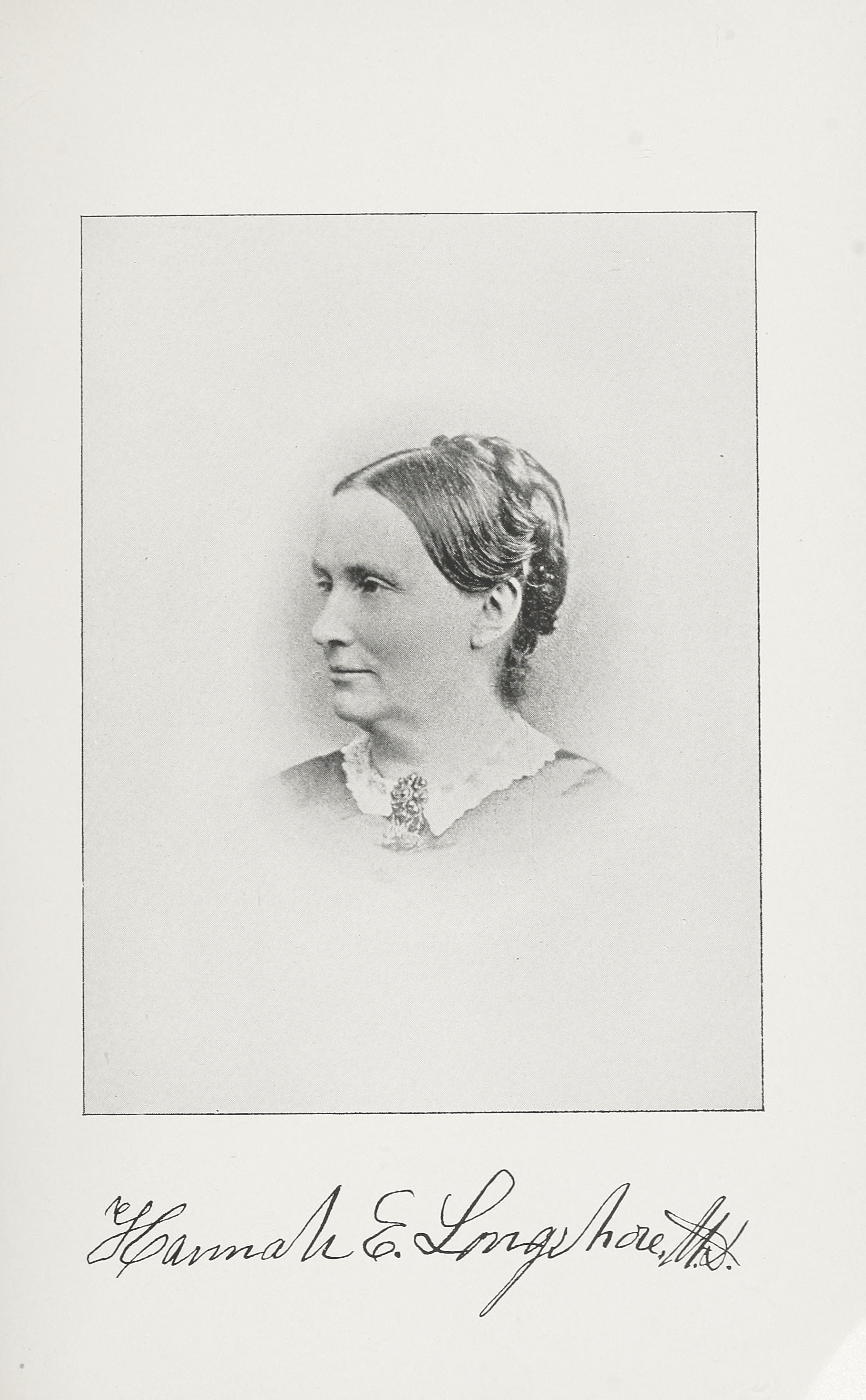
Hannah E. Longshore

 Hannah E. Myers Longshore  (* 30. Mai 1819 in Sandy Spring, Maryland; † 19. Oktober 1901 in Philadelphia, Pennsylvania) war eine amerikanische Ärztin. Sie gehörte zur ersten Klasse von Studentinnen, die am Female Medical College in Pennsylvania zugelassen wurden und war das erste weibliche Fakultätsmitglied an einer amerikanischen medizinischen Fakultät.

## Leben und Werk
Longshore war die älteste Tochter von Paulina Oden Myers und Samuel Myers und hatte sechs Geschwister. Ihr Vater unterrichtete an einer Quäkerschule in Maryland und ihre Mutter stammte aus Pennsylvania aus einer Familie von Quäkern, die Humanität und gleiche Bildung für Jungen und Mädchen förderte. Ihre Familie zog nach Washington, D.C. und Longshore besuchte eine Quäkerschule. Ihr Vater war ein Abolitionist und war verärgert über die Existenz von Sklaverei in der Hauptstadt des Landes, was die Familie 1833 dazu veranlasste, auf eine Farm in Columbiana County, Ohio, in der Nähe der Quäkerkolonie von New Lisbon umzuziehen. Longshore studierte mehrere Jahre an der New Lisbon Academy  und aus Geldmangel konnte sie nicht am Oberlin College Medizin studieren.
1841 heiratete sie einen Lehrer der New Lisbon Academy, Thomas Ellwood Longshore, der als Befürworter der Frauenbildung und der Sozialreform die Studienpläne seiner Frau unterstützte.  1842 und 1845 bekamen sie zwei Töchter. Aufgrund seiner Überzeugung gegen die Sklaverei verlor ihr Mann seine Anstellung und die Familie zog zurück in seine Heimatstadt Attleboro, Pennsylvania.
Während ihr Mann an einer örtlichen Quäkerschule unterrichtete, begann sie eine Ausbildung bei ihrem Schwager Joseph Skelton Longshore, einem homöopathischen Arzt, der die Ansichten von Thomas Longshore für die Ausbildung von Frauen teilte. Joseph Longshore ermutigte sie zusammen mit seiner Schwester Anna, seine medizinischen Bücher zu studieren und seine Arbeit mit Patienten zu beobachten. Um ihnen eine bessere Ausbildung zu ermöglichen, gründeten Joseph Longshore und andere Quäker aus Pennsylvania 1850 das Female Medical College in Pennsylvania, die weltweit erste medizinische Fakultät für Frauen. Im selben Jahr begann Longshore zusammen mit Anna Longshore und Ann Preston ihr Medizinstudium in der ersten Klasse des Colleges. Nach Abschluss der üblichen viermonatigen Ausbildung erhielt sie 1851 als eine von acht Frauen zusammen mit ihrer Schwägerin und Preston ihren Doktor der Medizin.

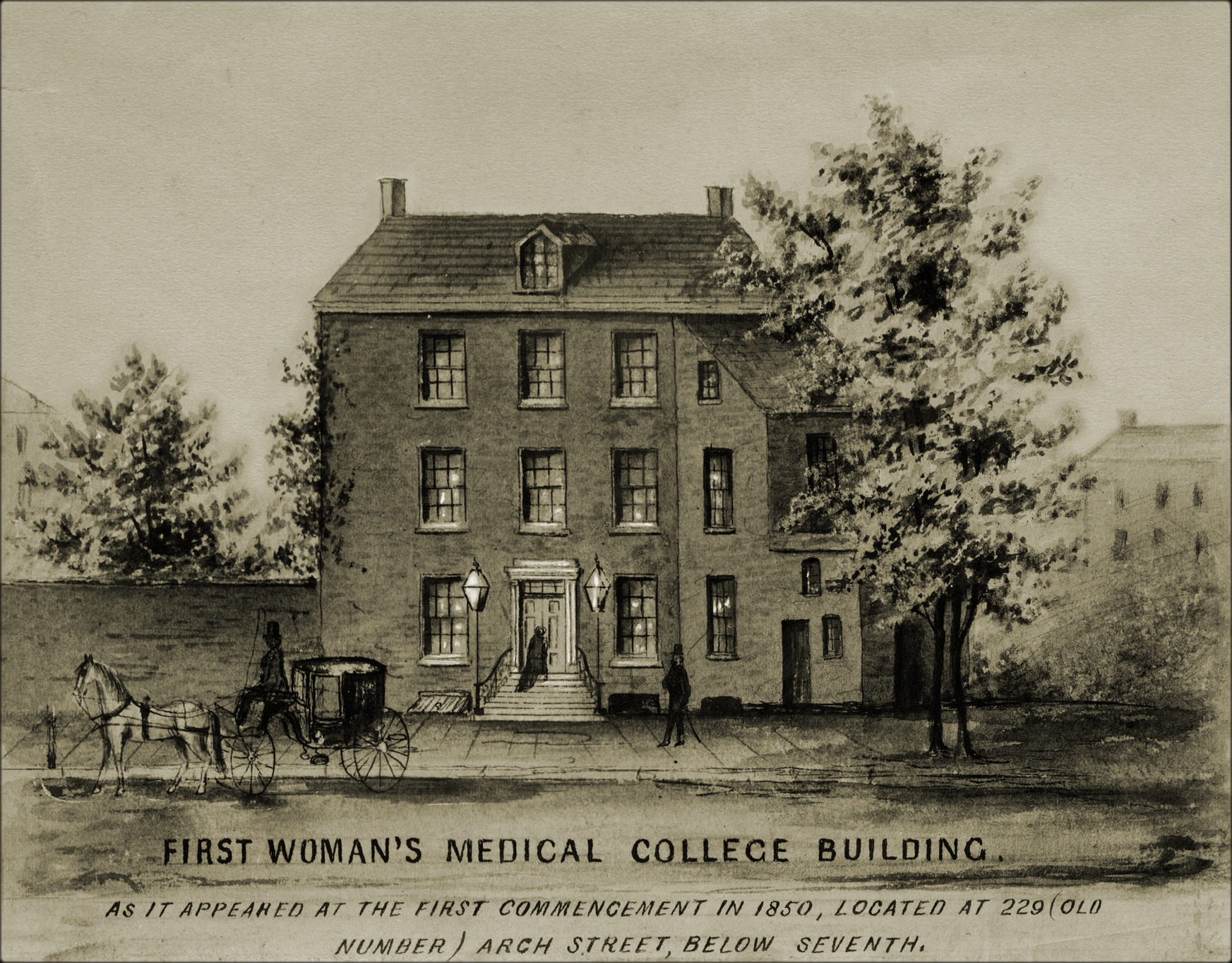
Female Medical College of Pennsylvania, um 1850

Anschließend unterrichtete sie am Female Medical College als eine der ersten Frauen, die eine Fakultätsposition an einer amerikanischen medizinischen Fakultät hatten. Da das College ein Fakultätsaustauschsystem mit dem New England Female Medical College in Boston eingerichtet hatte, sicherte sie sich von Februar bis Juni 1852 einen Arbeitsplatz in Boston, wo sie Anatomie demonstrierte. Später kehrte sie nach Philadelphia zurück, um bis 1853 am Female Medical College zu unterrichten.  Als Joseph Longshore und andere das College verließen, um die Pennsylvania Medical University zu gründen, begleitete sie ihn und unterrichtete dort die nächsten vier Jahre Anatomie.
Als sie 1858 ihre Praxis als erste Ärztin in Philadelphia eröffnete, wurde sie von der Öffentlichkeit verspottet. Viele Ärzte weigerten sich zunächst sich mit ihr zu beraten und Apotheker weigerten sich, ihre Rezepte anzunehmen, so dass sie eine Zeitlang Medikamente selber zubereiten musste. Sie hielt eine Reihe öffentlicher Vorträge zu Physiologie und Hygiene, und ihre Diskussionen über sexuelle Angelegenheiten schockierten Konservative, wurden aber von vielen Patienten gelobt. Longshore praktizierte 40 Jahre lang und ging 1892 in den Ruhestand. 1901 starb sie im Alter von 82 Jahren in Philadelphia an Urämie.
Zwei ihrer Schwestern, Jane Myers und Mary F. Thomas, waren ebenfalls Ärztinnen, die beide ihren Abschluss an der Pennsylvania Medical University gemacht hatten. Ihre Tochter Lucretia Longshore Blankenburg war Suffragistin und Präsidentin der Pennsylvania Woman Suffrage Association.